# Брањево (Зворник)
Брањево је насељено мјесто у граду Зворник, Република Српска, БиХ.

## Географија
Брањево се налази поред реке Дрине отприлике на пола пута између Бијељине и Зворника. Кроз Брањево пролази магистрални пут M-I 115. Већи део насеља се налази на узвишењу док је преостали део уз реку Дрину на самој граници са Србијом. Географски терен, близина реке и надморска висина Брањева доводе до тога да је само насеље изложено честим ветровима. Урбано је насеље, по физиономској структури припада селима збијеног типа, а по облику припада комбинацији издуженог и округластог типа. Грађено је плански што је видиљиво по његовим правим улицама и геометријском облику троугла, подељеном на мање парцеле.

## Становништво
Становништво претежно чине Срби, досељеници и потомци досељника из разних крајева СНР Босне и СНР Хрватске који су током ратних дешавања 90их били приморани да напусте своје домове, чинећи 99% становништва уз незнатан број Хрвата, Руса, Украјинаца и Рома.

По попису из 2013. године Брањево има 1176 домаћинстава и 2755 становника.
| Демографија- | Демографија- | Демографија- |
| Година       | Становника   | Становника   |
| ------------ | ------------ | ------------ |
| 1991.        | 0            |              |
| 2013.        | 2.755        |              |

## Историја
Први подаци о насељу на овом подручју долазе из периода средњег века када је овим просторима владао српски краљ Стефан Драгутин Немањић који је ове поседе добио као мираз од свог таста Стефана V Угарског јер је оженио његову ћерку Каталину Арпад. У овом периоду је такође изграђен оближњи манастир Тавна.
Након доласка Турака на ове просторе локално становништво се разбежало у околна брда и планине, а центар трговине померен је у град Козлук. Током Турака нема много података о Брањеву, а први наредни се појављује тек 1815. године када у њему Турци праве логор пре уласка у Србију како би угушили други српски устанак. Том приликом убијају два заробљена кнеза Петра Оташевића и Аврама Лукића који су им били остављени као таоци. О томе нам говори наш истакнути економиста и вицегувернер народне банке Краљевине Југославије Милорад Зебић. У делу Брањево на Дрини он описује турски војни камп на Брањеву и каже: 
"Идућих дана око Брањева се видео велики логор. Улево од пута, по благој падини, белели су се многобројни турски шатори, сврстани у групице и редове. Испод пута, уза саму Дрину, низови малих шатора изгледаху, одовуд из даљине, као љуске од спужева. Крај шуме изнад логора и испод дрвећа низ пут низаху се коњи, топови и послуга. По доласку многобројних коморских кола, по све живљем придоласку нових група војске, по догоњењу стоке и довлачењу сточне и људске хране, овај логор, читава три дана изгледаше као право и непрегледно вашариште. А затим, следећих неколико дана, оно се донекле прибра и уреди, показујући ноћу безбројне ватре, по којима је изгледало да је турске војске трипут више него је уистину било. Један део те војске беше отишао Бадовинцима и тамо чекаше даље наредбе; иста је, на случај потребе, имала бити потпора и резерва оделењу што већ беше прешло у Мачву."
А на крају дела описује смрт кнежева и први познати назив Брањева:
"Они их уморише на грозан начин. Изнад карауле а двеста корака удесно од Локањског потока, који туда протиче, дадоше они ископати дубоку једну гробницу и у њу, до кошуље опљачкане, спустише: на једном крају Аврама, на другом Оташевића. Кад се војска тих дана разиђе, Срби сељаци на чијем земљишту Аврам и Оташевић беху закопани, направише хумку и зарезаше секирама крстове на оближњем дрвећу које се дуго времена зваше Кнежево јасење. Српске жене и старци скоро стотину година палише на хумци уморених Срба о задушницама свеће не знајући за њихова имена, а чобанчићи казиваху својим млађим друговима причу о њиховом страдању. Кад аустријска управа, после окупације Босне, насели Брањево Немцима и кад издели ове земље, нестаде и потомака од кнежевог јасења и сваког трага од оне хумке. Остало је само забележено, по саопштењу Атанасија Симића, драгачевског окружног начелника из шездесетих година прошлог века, а по сазнању од сродника изгинулих, да су два драгачевска кнеза уморени у турском логору на Дрини за време Другог устанка на тај начин, што су до рамена спуштени у раку и затрпани земљом, па су после дугих мука издахнули." 
Као што књига каже назив Кнежево Јасење се губи доласком дунавских Немаца (фолксдојчера) 1892. у Брањево. Такође у истом периоду настаје и колонија у оближњим Главичицама. Они са собом доносе разне технологије и иновације као што су први фотоапарат и начини за обраду земљишта. И за неколико година постају најбогатије село у окружењу из истих разлога. Граде мост у Тањевцу, бунаре, улице и занатске радње, а сами мештани села Шепка, Пилице и Локања долазе у Брањево како би трговали. 
Неки сматрају да је Брањево добило име по географском положају терена које је веома погодно за брањење, односно одбрану, други пак кажу да су им њихови старији говорили да је име настало тако јер су тадашњи Немци бранили околном становништву да ту воде стоку на испашу, док трећи сматрају да је Брањево добило име по старим воћњацима у које се некад ишло на брање воћа, а који су се налазили на подручју самог насеља.
У Брањеву је током првог светског рата био аустроугарски војни камп, са ког су аустроугарске јединице нагледале војску Краљевине Србије у Лозници и Ковиљачи и у Брањеву је био стациониран велики део војске аустроугарске монархије који ће касније учестовати у бици на Церу.
Између два светска рата и даље већинско становништво Брањева чине Немци.
Мало је касније познато о судбини брањевских Немаца осим да су током другог светског рата у току ноћи 1942. или 1943. године сви били насилно пресељени уз помоћ немачких власти у северну Пољску која је у том периоду била насељена искључиво Немцима. Након завршетка рата забрањен им је повратак као сарадницима окупатора како су их прогласиле југословенске власти, а само колонијско насеље је тотално уништено док је иза њих остало неколико бунара и стари мост. 
У Брањеву је изграђена друштвена економија 1950их. 
1960их се досељавају први становници из околних села Локања и Пилице али у малом броју. 
Почетком отаџбинског рата економија престаје са радом, а неколико година након завршетка рата прва група расељних лица овде прави своје домове. 2008. године почета је изградња цркве и школе. Основна школа "Вук Стефановић Караџић" је завршена и пуштена у рад 2009. године док се црква светог апостола и јеванђелисте Марка градила још неколико година и данас се раде завршни радови на ентеријеру.

## Галерија
- Панорама Брањева